# Château d'Auxonne
Le château d'Auxonne est un ancien château fort, du XVe siècle, qui se dresse sur la commune française d'Auxonne dans le département de la Côte-d'Or, en région Bourgogne-Franche-Comté.
Le château fait l'objet d'une inscription partielle au titre des monuments historiques.

## Localisation
Le château est situé au sud-ouest d'Auxonne, dans le département français de la Côte-d'Or. Il contrôlait un point de franchissement de la Saône entre Dole et Dijon.

## Historique
À partir du XIIIe siècle Auxonne est la capitale du comté d'Auxonne du duché de Bourgogne (histoire d'Auxonne). Dans la seconde moitié du siècle sont érigées six puissantes tours autour de la ville. Le choix de tours isolées de la courtine - dite tour albarranne - est un dispositif défensif très original au Moyen Âge. Elles présentent une conception homogène, qui indiquent une seule campagne de construction. De tels ouvrages s'observent d'ordinaire plutôt en Espagne (ex. Escalona) ou à Rhodes, mais peuvent se rapprocher du principe des « grosses tours » philippiennes, séparées dans l'angle d'une enceinte (ex. Crécy-en-Brie, Dourdan). Elles seront ensuite englobées dans les ouvrages du XVe siècle.
En 1412 un premier château dit « la motte de la vieille monnaie » est détruit pour céder la place au couvent des Clarisses, sur l’emplacement de l'actuel hôpital.
- Les cinq tours du château Louis XI.

Les cinq tours du château.
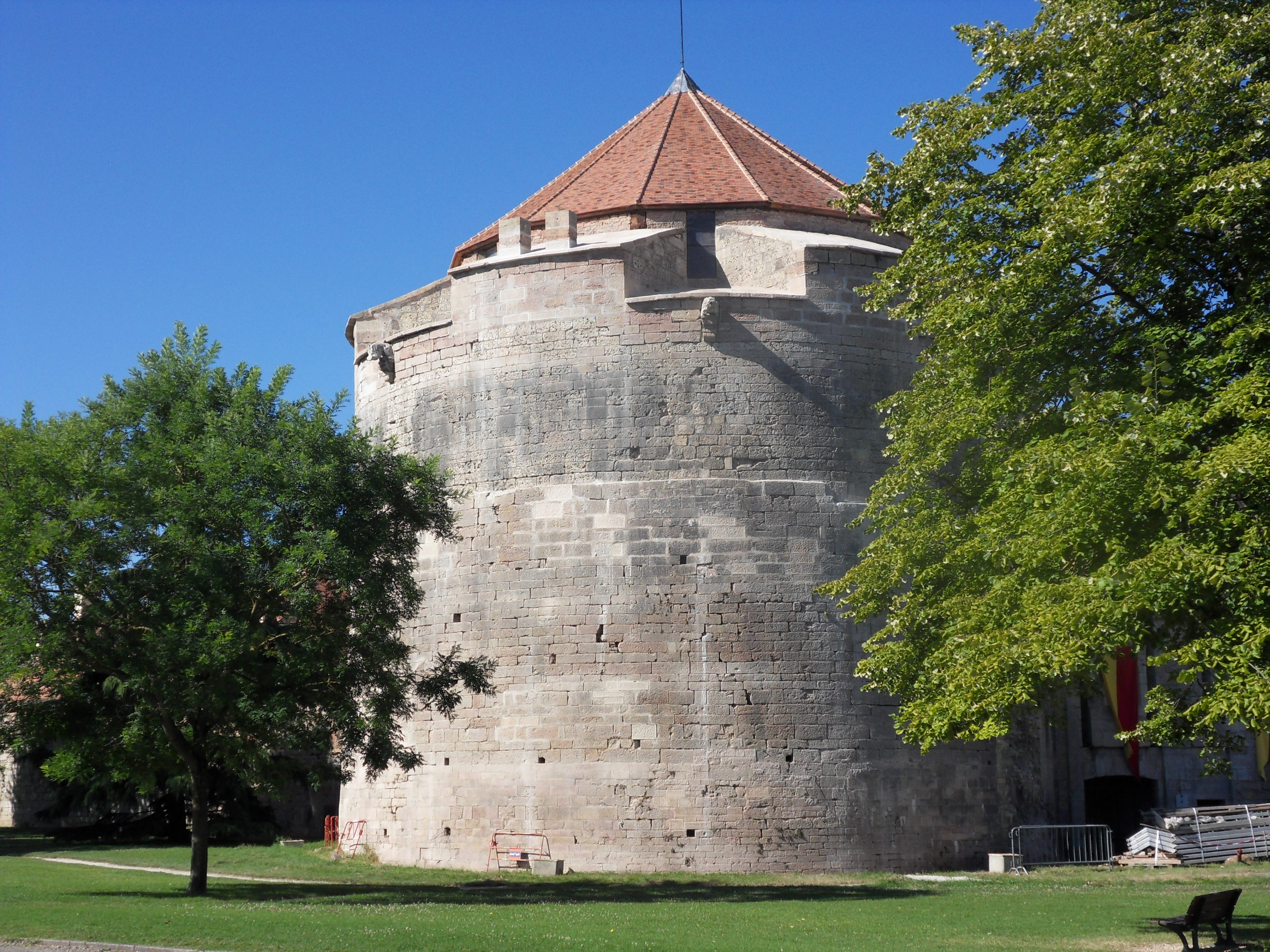
La tour Notre-Dame.
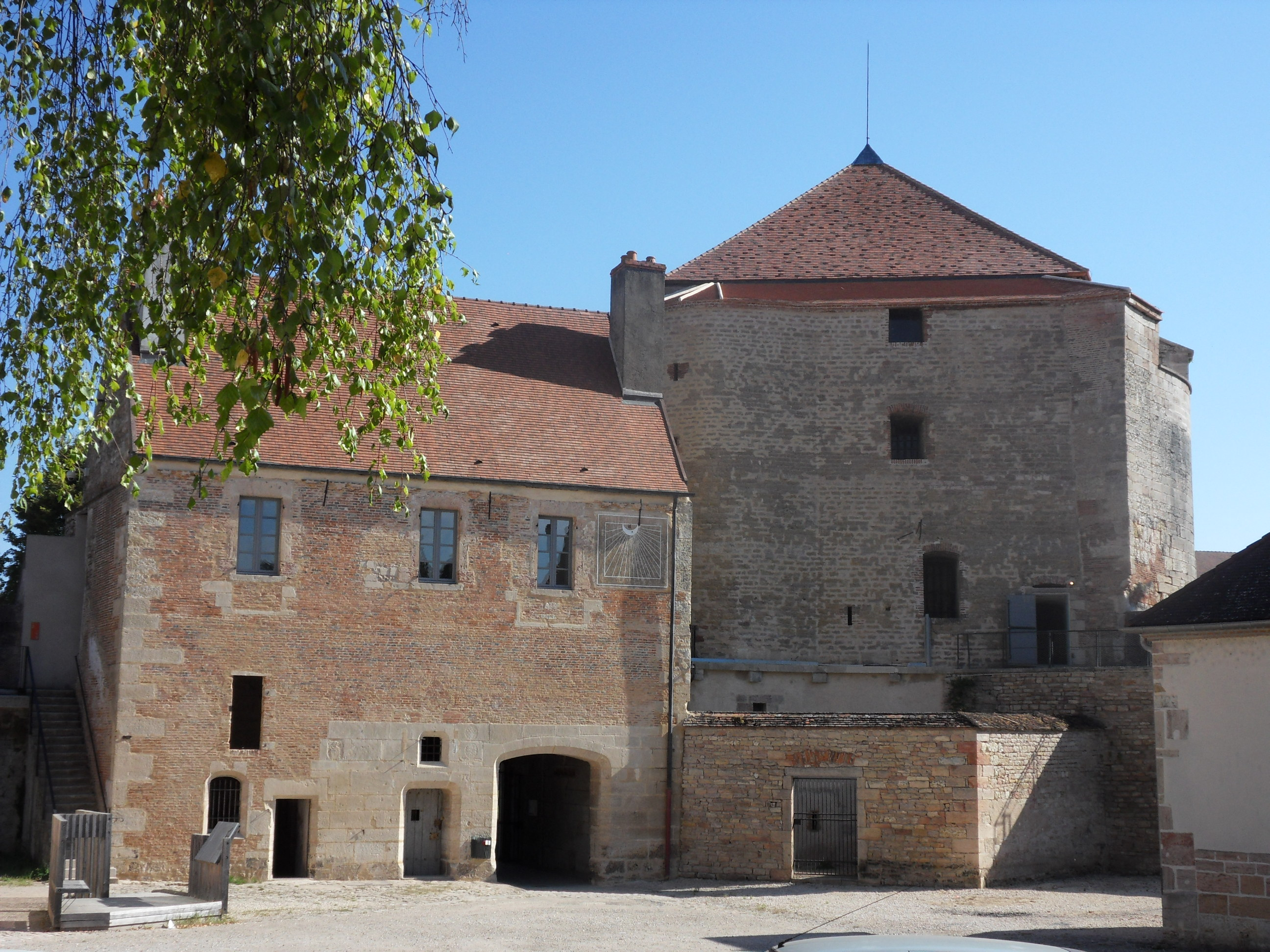
La tour Notre-Dame (côté cour intérieure).
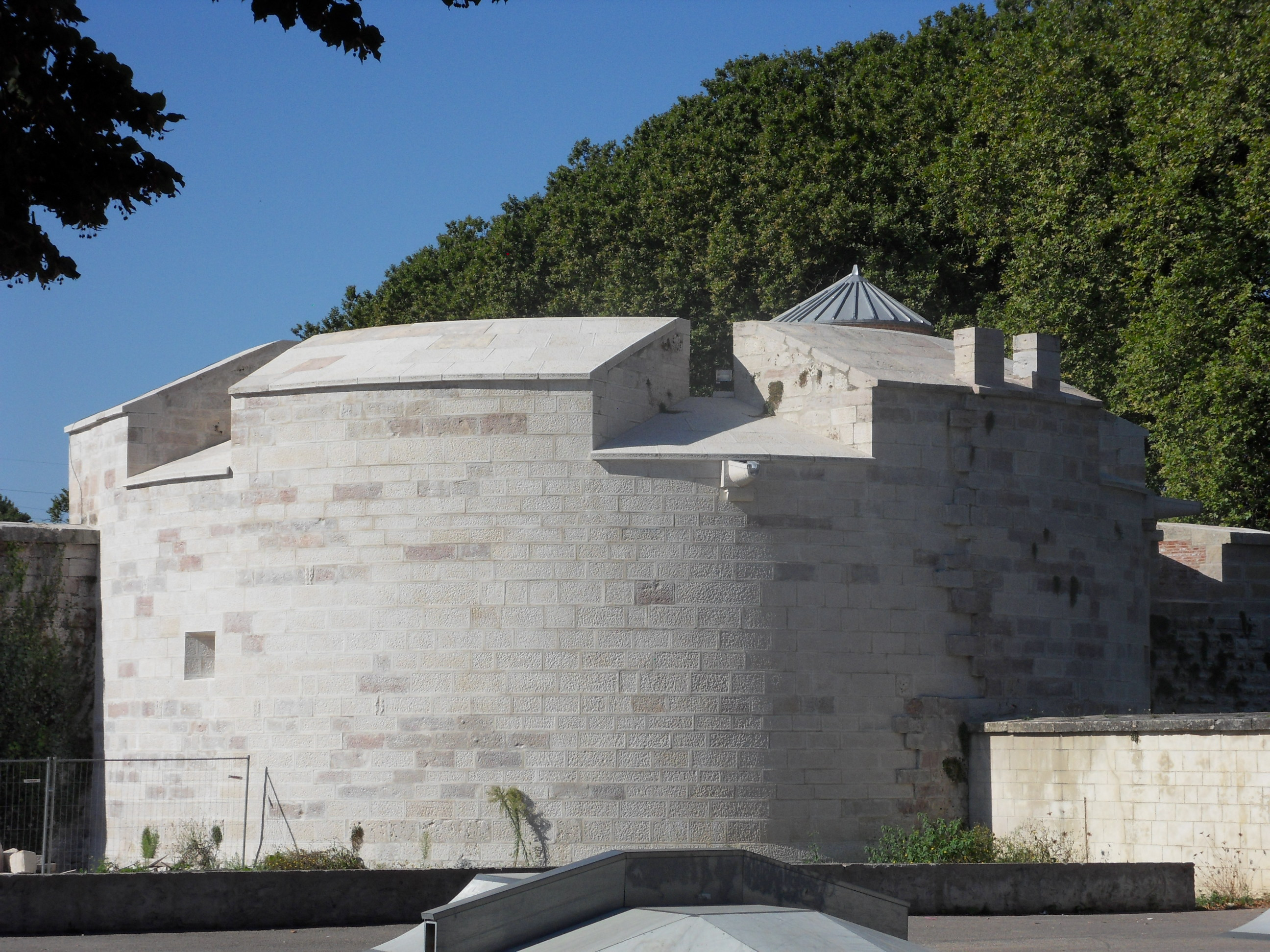
La tour haute des moulins.
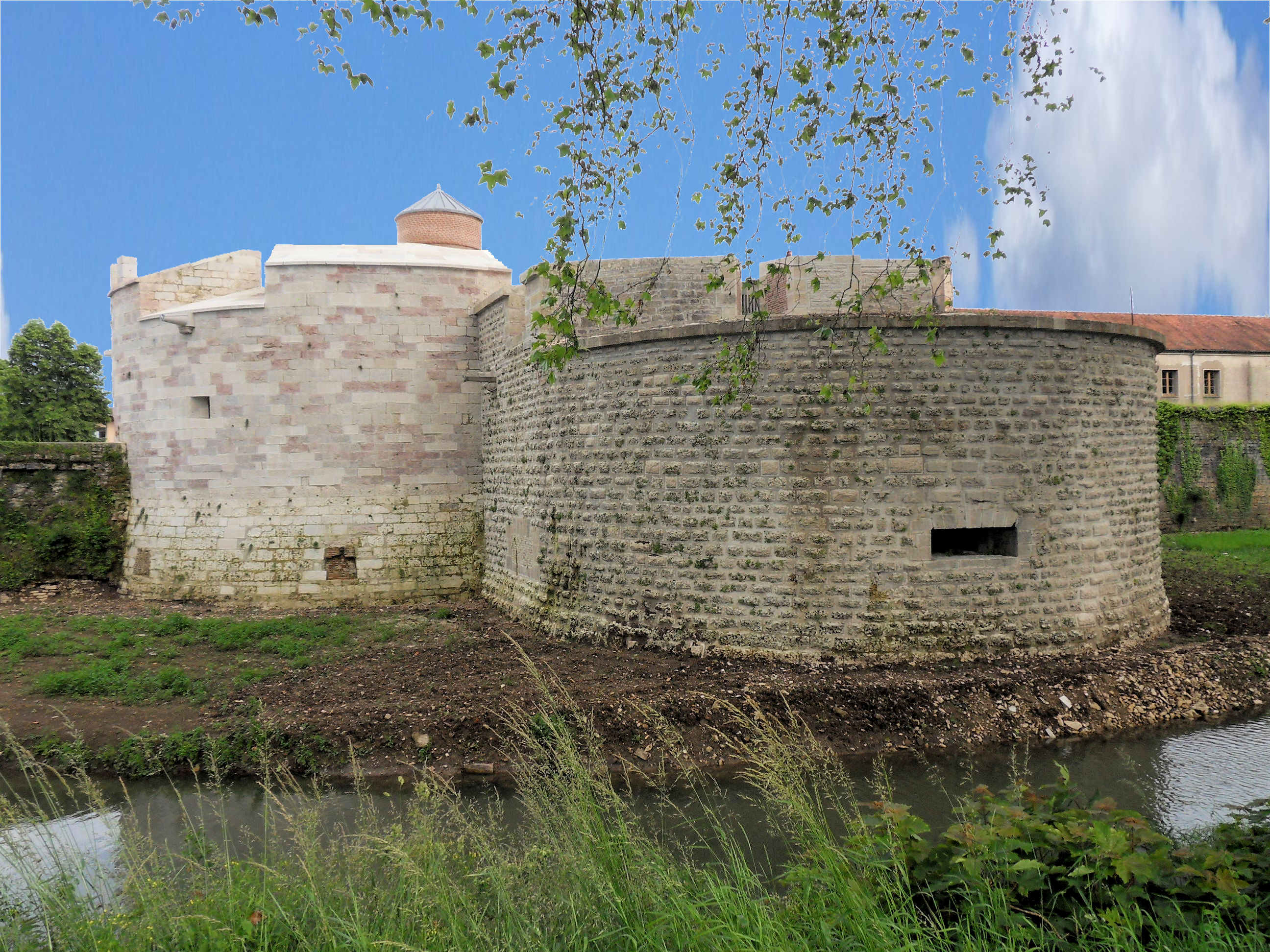
La tour haute et la tour basse des moulins.
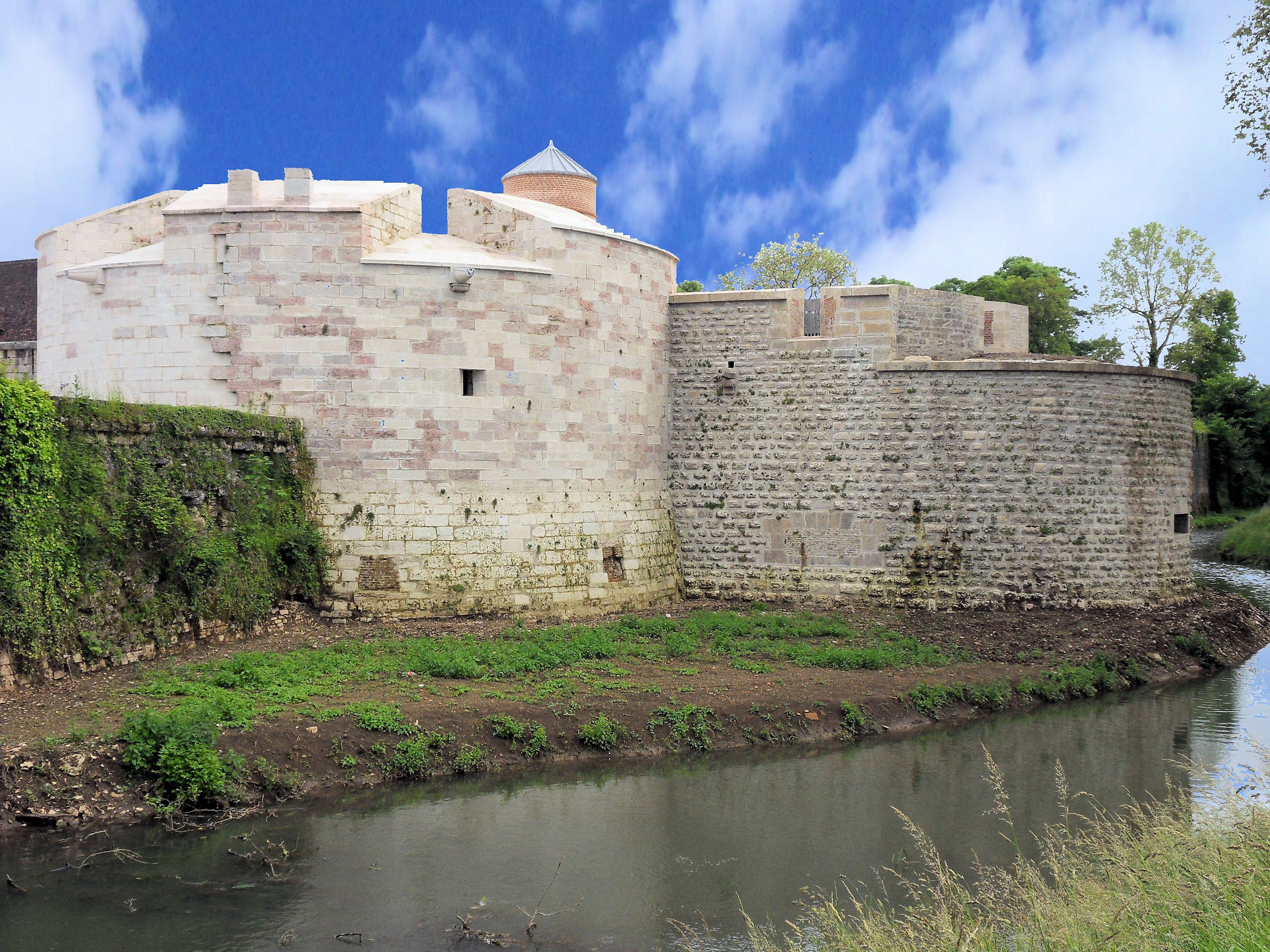
La tour haute et la tour basse des moulins.
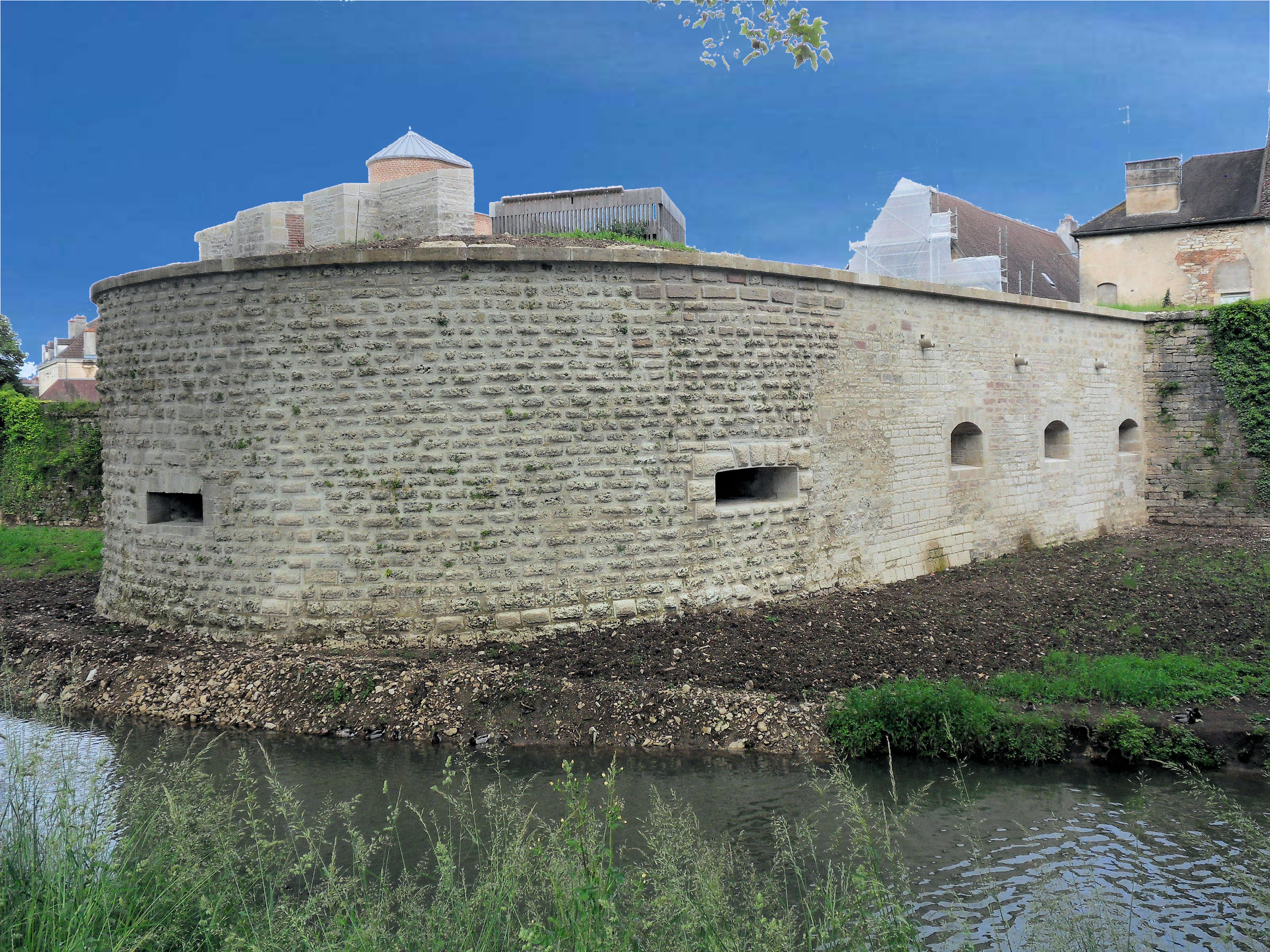
La tour basse des moulins.
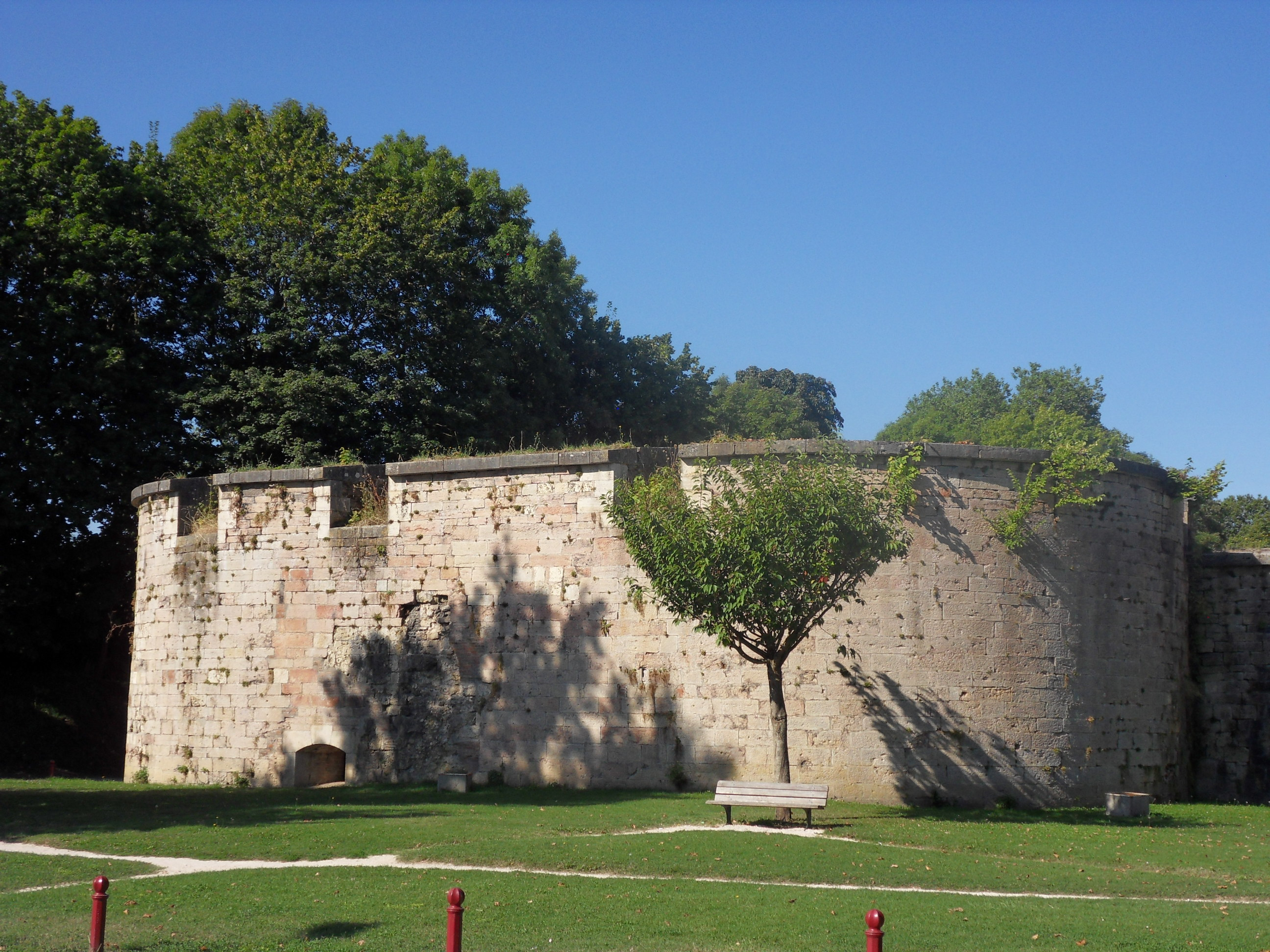
La tour du Pied-de-Biche.
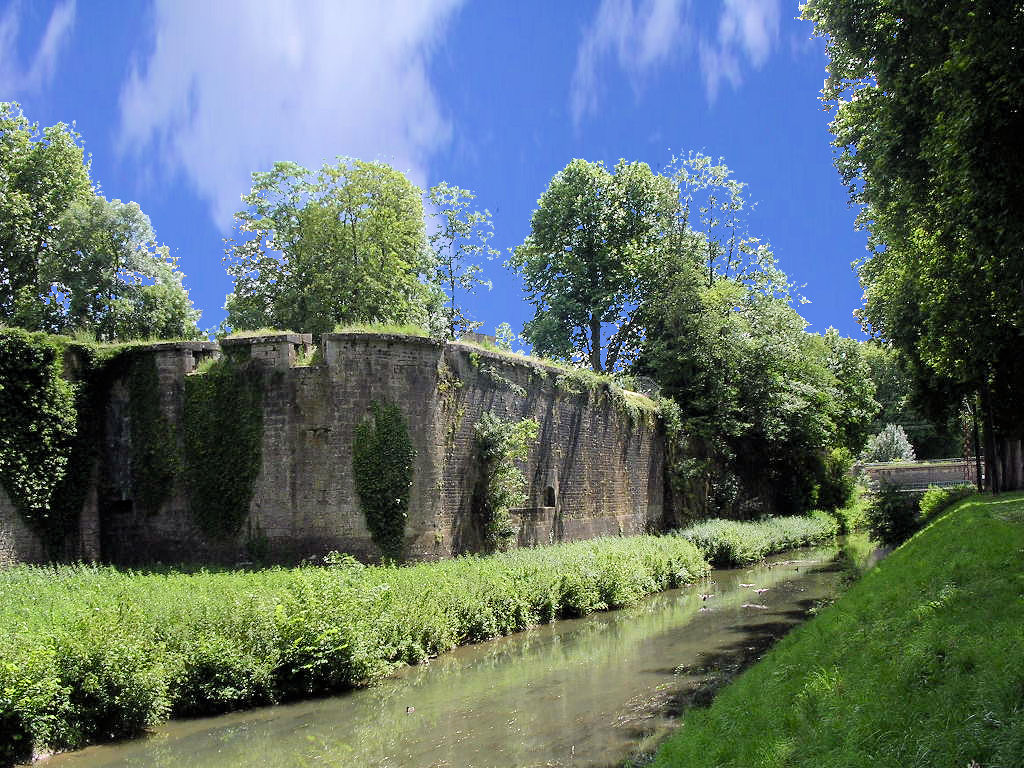
La tour de Beauregard (côté Saône).
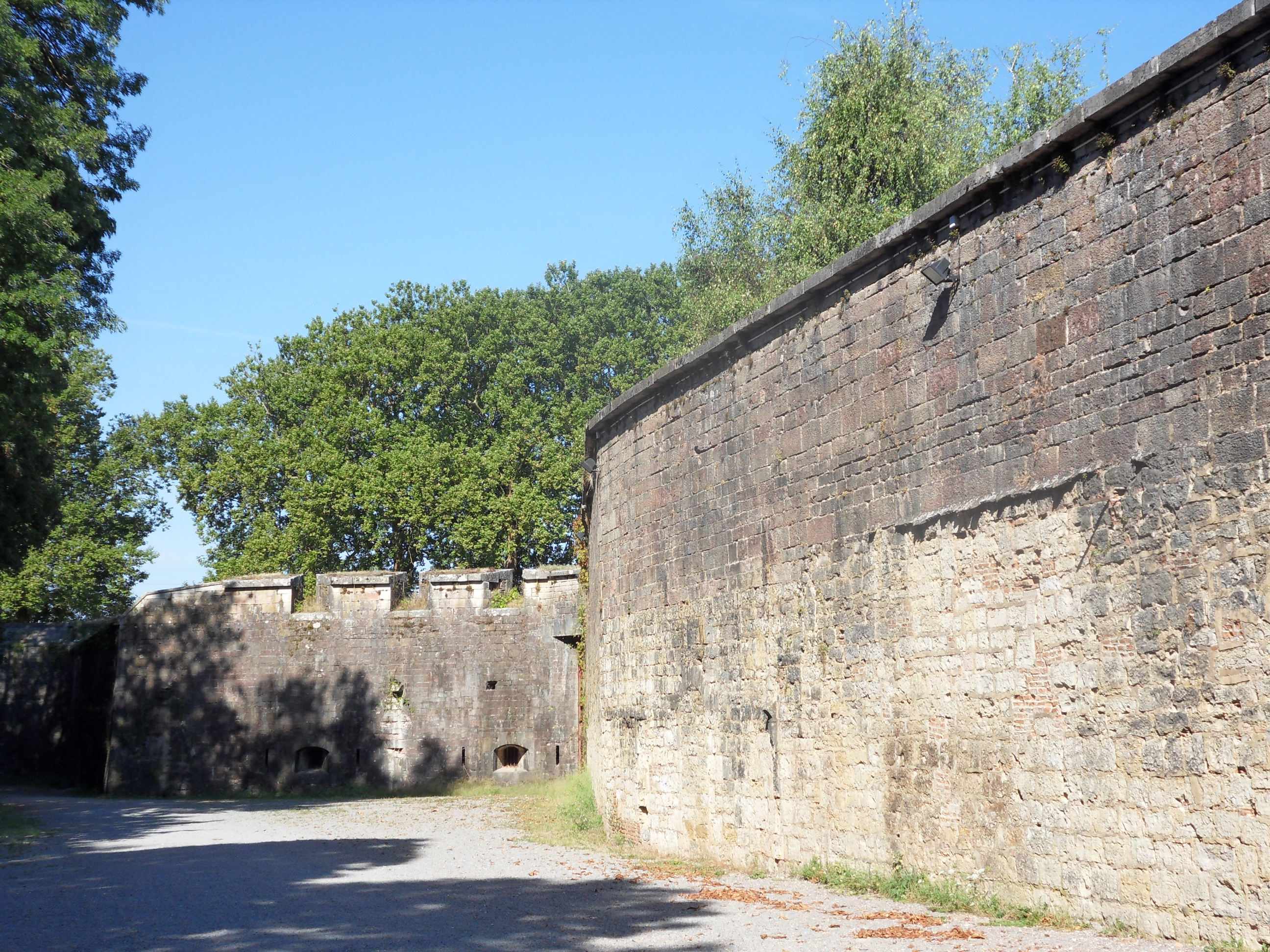
La tour de Beauregard (côté intérieur).

À partir du XIVe siècle Auxonne est protégé par des remparts flanqués de vingt-trois tours, deux tournelles, et quatre portes aux quatre points cardinaux dont :
- la porte Royale du XVIIe siècle au nord, construite sous le roi Louis XIV, venant de Gray ;
- la porte de Comté à l'est venant de Dole (château de Dole), capitale du comté de Bourgogne ;
- la tour du Signe à l'ouest côté Saône (qui porte la salamandre, emblème du roi François Ier) ;
- la tour de Belvoir.

Les tours et portes situées sur l'ancienne enceinte de la ville.
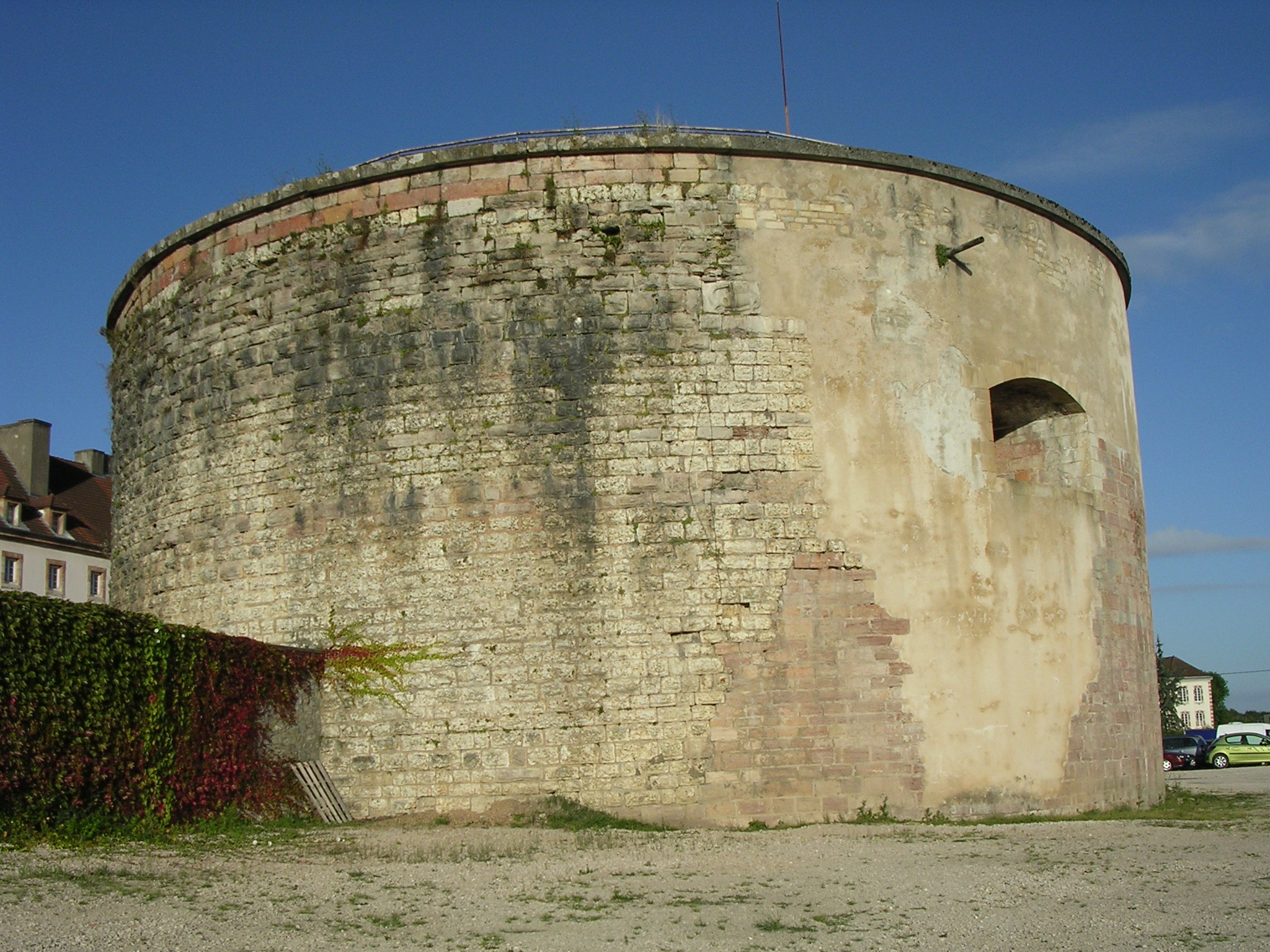
Tour du signe.
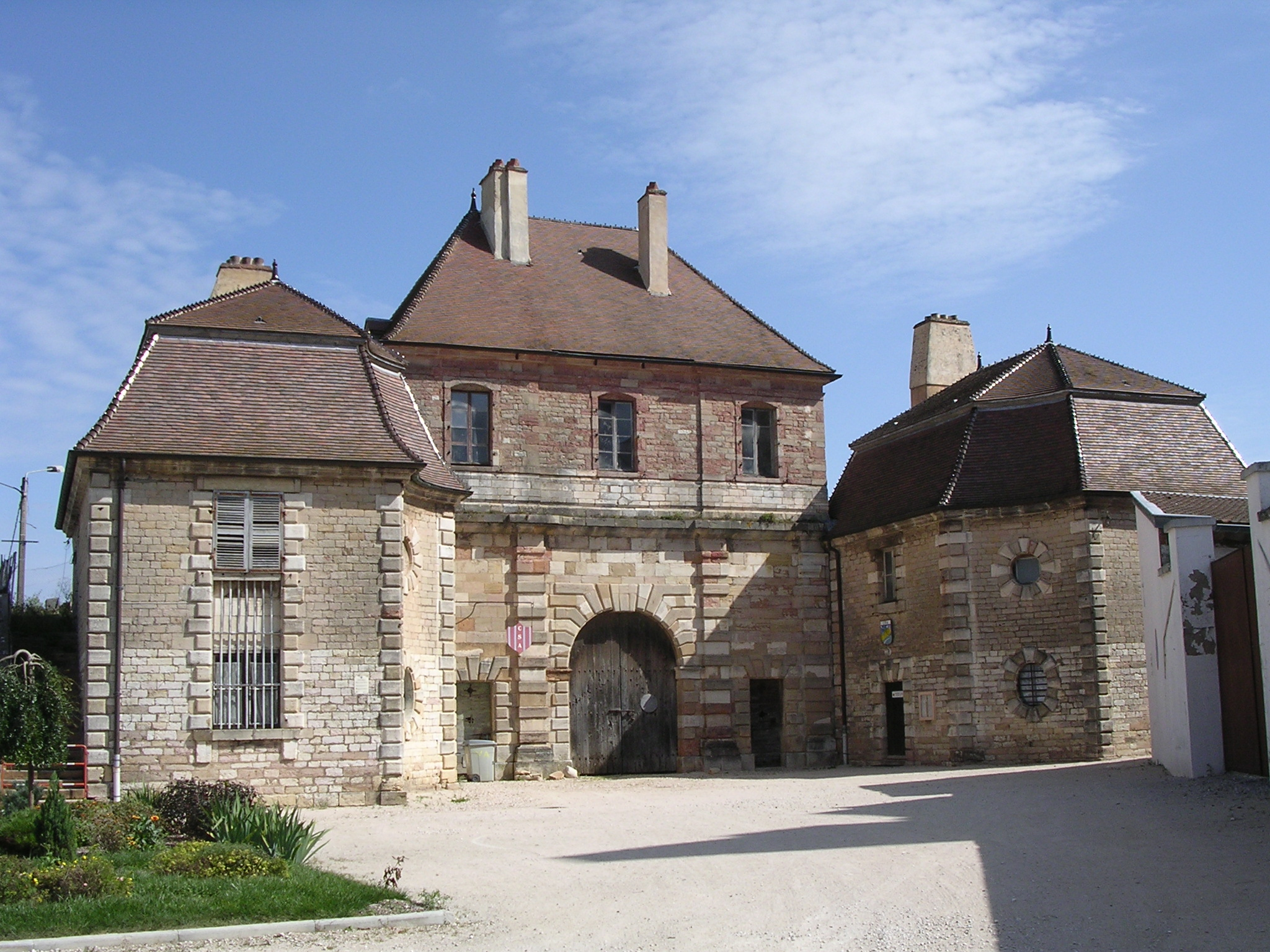
Porte Royale.
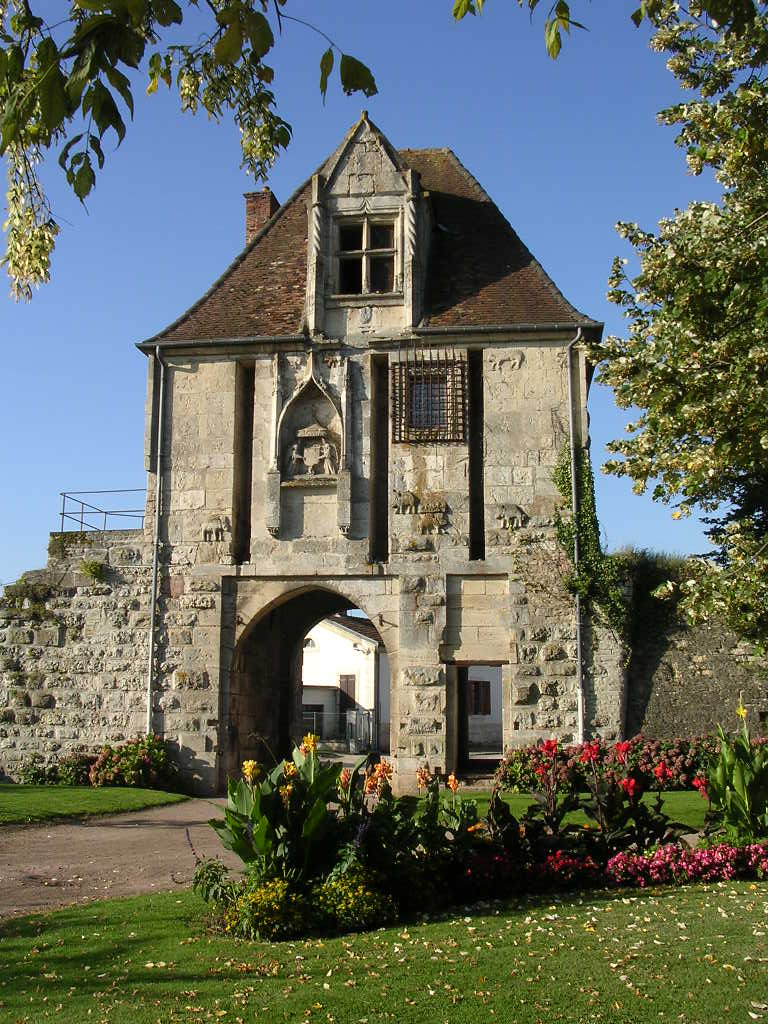
Porte de Comté.
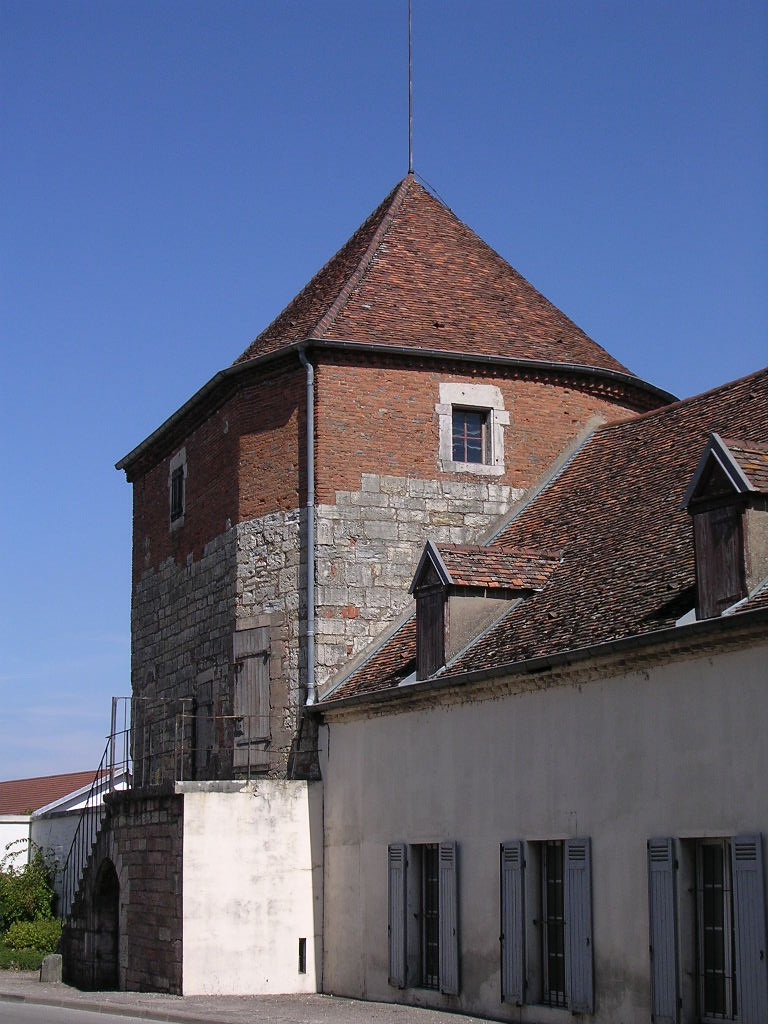
Tour de Belvoir.

Après la mort du duc Charles le Téméraire en 1477, le roi de France Louis XI entreprend la reconquête du duché de Bourgogne (succession de Charles le Téméraire et rattachement du comté d'Auxonne au royaume de France).
En 1479 il ordonne la construction de trois châteaux forts pour surveiller les Bourguignons du duché de Bourgogne et la frontière avec l'empire germanique : les château de Dijon, château de Beaune et le château d'Auxonne, au bord de la Saône, dans l'angle sud-ouest des remparts existants de la cité. Il en confie la maîtrise d'œuvre à Vauzy de Saint-Martin. En 1493, l'essentiel de la construction est terminé. Le château fort a la forme d'un pentagone de 400 mètres de périmètre, encadré de cinq tours d'angle reliées par d'épaisses courtines, dont la plus importante, la « tour Notre-Dame » avec 20 mètres de diamètre, six mètres de largeur de murs à la base et 22 mètres de haut sur trois niveaux.
Avec le traité de Senlis de 1493, Auxonne devient ville frontière entre le royaume de France et l'empire germanique. L'enceinte est alors renforcée par les rois Louis XII et François Ier. Les casernes et le logis du Gouverneur de la cour sont construits au XVIe siècle. Au XVIIe siècle le roi Louis XIV demande à son ingénieur militaire Vauban d'en faire une place forte de la ceinture de fer (fortifications et constructions de Vauban).
De 1970 à 2012, la tour Notre-Dame a abrité un « musée Bonaparte ».

## Description

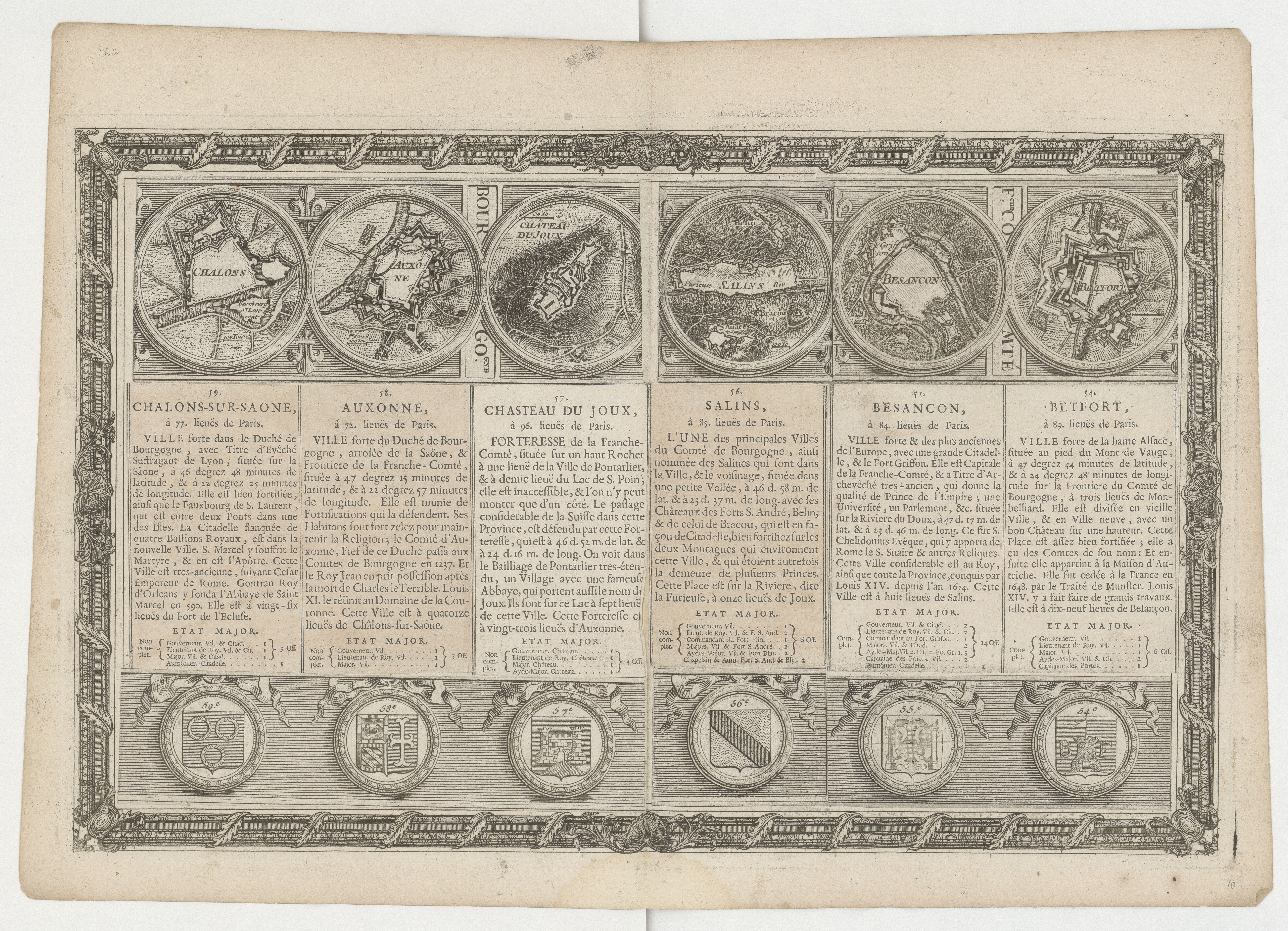
Auxonne dans lAtlas topographique de Pierre Lemau de La Jaisse en 1749.

## Protection
Sont inscrites par arrêté du 5 juillet 1926 :
- les tours, courtines, bâtiment de la porterie.